# Тортум (река)
Тортум (тур. Tortum Çayı) — река на северо-востоке Турции, левый приток Олту. Длина реки — около 50 км. Площадь водосбора — 2000 км².
Тортум стекает с северных склонов горного массива Каргапазары и входит в пределы района Юсуфели в деревне Кыналычам на границе провинций Эрзурум и Артвин. Протекая через озеро Тортум (размеры — 8 на 1,5 км), река впадает в реку Олту (приток Чороха) у деревни Ашмешен на высоте 561 м над уровнем моря. На реке — водопад Тортум.
Течёт в Тортумском ущелье в историческом регионе Тао.